# Пермские башкиры

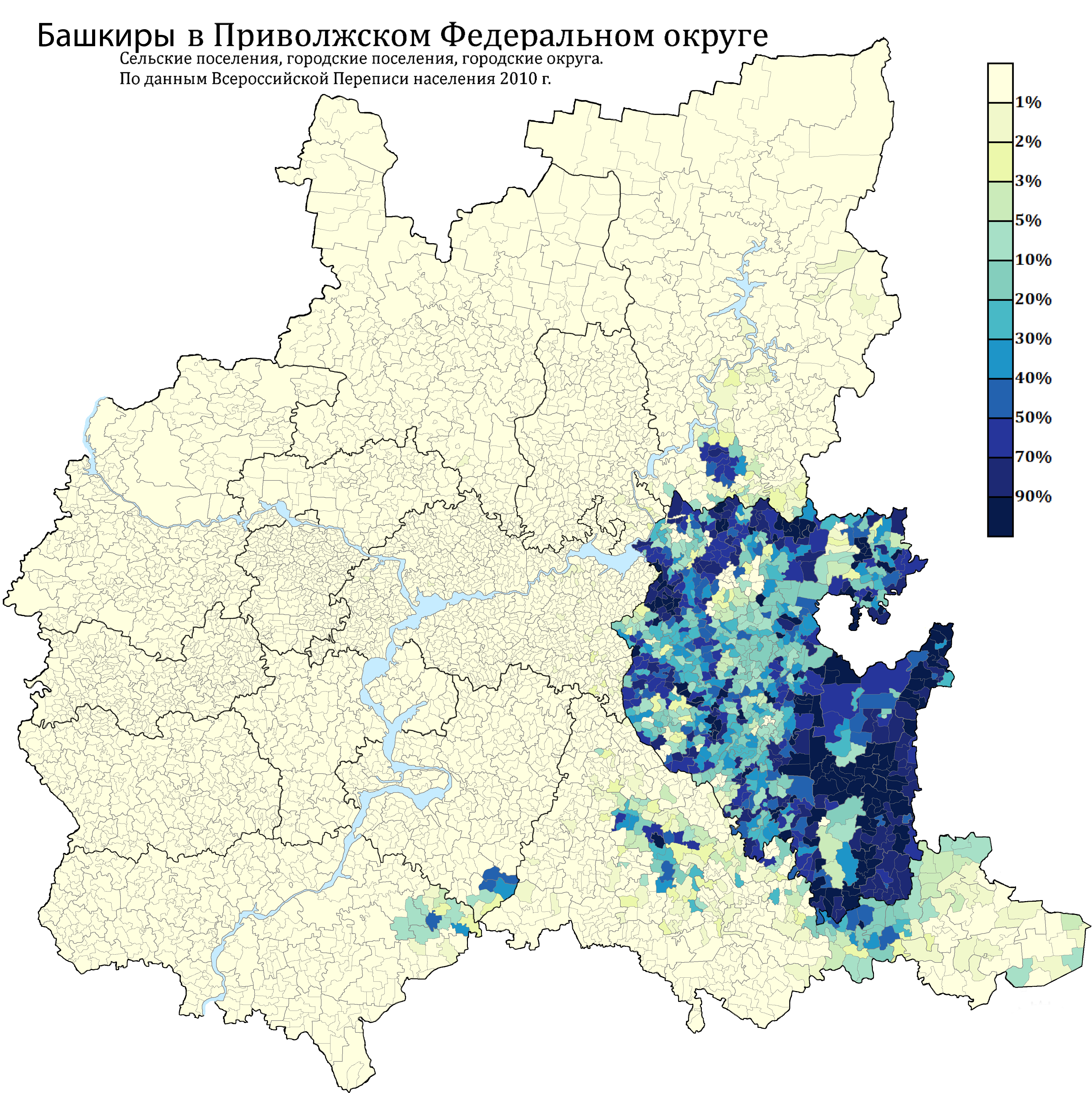
Расселение башкир в ПФО по городским и сельским поселениям в %, перепись 2010 г.

Пермские (бардымские) башкиры — этническая группа башкир, проживающая на территории Пермского края. Являются одним из автохтонных народов региона. На территории Прикамья издавна протекали активные контакты татар и башкир, поэтому в некоторых случаях достаточно сложно провести этнокультурную границу между татарами и башкирами. В самом народе такого разделения пермских татар на татар и башкир не существует, и разделение носит весьма условный характер.
Язык представителей данной этнической группы относится к гайнинскому говору северо-западного (западного) диалекта башкирского языка, и или к бардымскому подговору пермского говора среднего (казанского) диалекта татарского языка. По переписи населения, сами носителя говора определяют свой язык татарским.

## История
По имеющимся данным антропологии можно сделать вывод, что самодийские племена играли большую роль в формировании физического типа гайнинских башкир. Топонимика Тулвинского поречья имеет параллели с северо-западом Башкортостана. В IV—V веках харинскими племенами здесь был заложен угро-самодийский субстрат, затем усиленный за счёт кушнаренковцев и чияликцев. Данный процесс прослеживается в гидронимах региона. Например, самодийское слово «бу» («вода») и название реки Буй, а также гидронимы, сохранившиеся в документах XVIII—XIX веков — Елан-буй, Урман-буй, Ланги-буй, Рыж-буй и другие.
По предположению некоторых учёных, тюркские племена проникли в эти края не раньше IX века. Соседями гайнинцев являлись башкирские племена Уран и Танып.
В эпоху существования Золотой Орды земли всего Прикамья входили в состав улуса Джучи. С XV века — часть земель Прикамья, в том числе и часть владений гайнинцев на правобережье Камы и узкая полоса по её левобережью, были включены в состав Арской дороги Казанского ханства. В то же время часть земель башкирских родов находились в составе Ногайской Орды.
В 1557 году северные башкиры направили своё представительство во главе с Айзуак-бием в Казань и попросили русского подданства. Царской администрацией были вручены башкирам жалованные грамоты на вотчинное владение землёй, при этом новые подданные были обложены ясаком.
В 1596 году гайнинцы вновь обратились к другому русскому царю — Фёдору Ивановичу — с просьбой подтвердить старую грамоту, что и было им сделано. В 1597 году Строгановы получили от царского правительства приуральские земли, включая и башкирские, по реке Каме до устья Ошапа. Этим было положено начало их спора с гайнинцами; последние нередко отстаивали свои вотчины от посягательств со стороны русских и участвовали почти во всех башкирских восстаниях XVII—XVIII вв. В 1616 году башкиры-повстанцы осадили г. Осу, а на помощь жителям города пришли Строгановы. Во время Башкирского восстания в 1662—1664 гг. повстанцы уничтожили г. Кунгур и окрестные русские селения, но в январе 1664 года царские войска смогли разгромить осинских башкир.
Вотчина башкир Гайнинской волости Осинского и Пермского уездов занимала огромную территорию, которая вследствие захватов казной, Строгановыми, заводами, продаж и аренды постепенно сокращалась. После подавления восстаний силой либо уступками царская администрация продолжала колонизаторскую политику в регионе. А в 1672 году Теребирде Алиев — представитель тайнинских башкир — добился подтверждения жалованной грамоты и вотчинных прав на землю у царя Алексея Михайловича.
Согласно дозорным книгам 1630—1631 годов, в Тулвинском поречье существовали башкирские деревни Барда, Елпачиха, Красный Яр, а по данным кунгурского бургомистра Юхнёва, в 1725—1726 годах в Гайнинской волости насчитывалось 600 дворов.
Во время восстания 1681—1684 годов башкиры осадили город Кунгур и Кишерский острожек Строгановых. Башкиры Осинской дороги подверглись агрессии со стороны калмыков, участвовавших в подавлении восстания. В восстаниях 1735—1740 годов башкиры сожгли село Крылово, которое принадлежало Строгановым. Повстанцами Осинской дороги руководили Адзимас Абдалов и Аракгул Чурюсин. Они обратились за помощью к башкирам Сибирской дороги и вместе с ними, в числе 1300 человек, разорили русские селения под Осой и Кунгуром.
Во время очередного Башкирского восстания в 1755—1756 годов мулла Чурагул Минлибаев сформировал отряд повстанцев из гайнинских башкир сёл Тюндюк, Барда, Ашап, Сараши, Султанай, Аклуши и других. В то же время подняли восстание башкиры села Кызылярово (Краснояр) Акбаш Андрюшев и Мустай Теребердин. 27 августа 1755 года Чурагул Минлибаев со своим отрядом прибыл в село Кызылярово. Собрав все силы повстанцы планировали направиться к Батырше в село Карыш Сибирской даруги. Но после перехода Туктамыша Ижбулатова на сторону правительства движение на Осинской дороге было разобщено, а идеолог восстания Батырша не решился на открытое восстание, что в конечном счете привело к срыву начавшегося движения башкир Осинской и Сибирской дорог. Позднее предводители повстанцев были схвачены и выданы властям.
Северные башкиры приняли участие и в Крестьянской войне 1773—1775 годов, благодаря этому была взята повстанцами Оса и разорён Шермяитский завод. Со второй половины декабря 1773 года отряды Аделя Ашменева, Абдея Абдуллова, Батыркая Иткинина и Сайфуллы Сайдашева заняли пригород Осы, дворцовые села Сарапул и Каракулино, Юговские казённые, Аннинский, Рождественский, Ашапский, Шермяитский и другие заводы. В конце декабря 1773 года отряды восставших сконцентрировались в пригороде Осы. В январе 1774 года вместе с Салаватом Юлаевым, Батыркаем Иткининым и другими участвовал в штурме и осаде Кунгура. Всего  в восстании приняло участие более 1 тысячи гайнинских башкир, некоторые из них (Батыркай Иткинин, Карабай Ашменев, Абдей Абдуллов, Туктамыш Ижбулатов, Джиян Коштиянов, Муксин Медияров, Адигут Тимясев, Конапай Юнин, Манглет Аитов и др.) получили от Е. И. Пугачёва звание полковника.
С конца XVII века территория гайнинцев вошла в состав Уфимского уезда, охватившего весь Исторический Башкортостан, с 1708 года — Уфимской провинции, с 1744 года — Оренбургской губернии, а с 1781 года входит в состав Пермской губернии.
10 (21) апреля 1798 года правительство создало Башкиро-мещерякское войско и кантонную систему управления. На территории Прикамья был образован 1-й кантон Башкирского войска, центром которой стала деревня Елпачиха. Долгое время данным кантоном руководили Адутовы. В 1855—1863 годах эти земли находились в составе 12-го кантона, а в 1863—1865 годах — 5-го башкирского кантона.

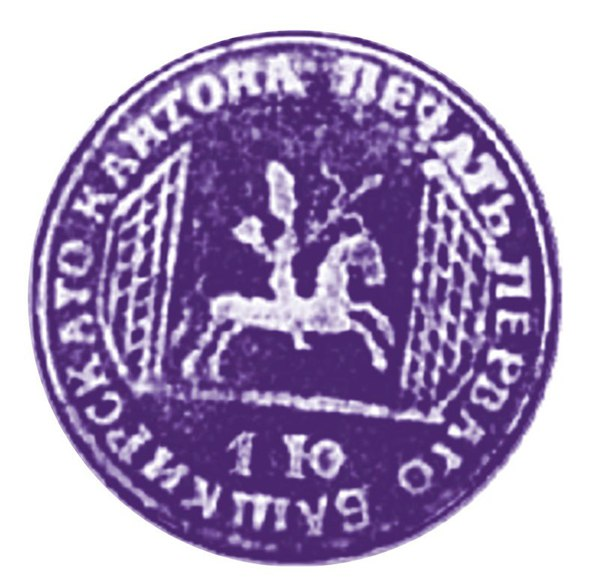
Печать 1-го башкирского кантона

С началом Отечественной войны 1812 года из башкир 1-го кантона в селе Кояново был сформирован 20-й башкирский полк (командир  майор Руднев, полковой командир есаул Райман Кагарманов). Среди награждённых серебряной медалью «В память Отечественной войны 1812 года» были Ибниамин Габтыкаев (д. Елпачиха), Мухаметрахим Якшеев (д. Уймуж), Султанбек Габдуллин (д. Федорково), зауряд-хорунжий Кагарман Аширов (д. Усть-Тунтор), Сейфульмулюк Махмутов (д. Барда), Тахавый Сакаев (д. Мостовая), зауряд-сотник Амкай Муракаев (д. Березниково), Габдулвали Ильмакаев (д. Новобичурино), Хабибулла Акбашев (д. Акбашево), Габдулла Савин (д. Аклушево), Губайдулла Канчурин (д. Тюндюково), Гадильша Азменев (д. Сарашево), Хабибулла Адилев (д. Сарашево).
15 ноября (28 ноября) 1917 года Башкирское центральное шуро (совет) провозгласило автономию Башкурдистана, которая в декабре того же года была утверждена на III Всебашкирском учредительном съезде (курултае). Согласно постановлению Учредительного курултая на башкирской территории Оренбургской губернии, восточной части Уфимской губернии, Шадринского, Екатеринбургского и Красноуфимского уездов Пермской губернии и Бузулукского уезда Самарской губернии — Правительство Башкурдистана учреждает кантональное управление. В контролируемых большевиками западных частях Уфимской, Самарской и Пермской губерний, должны быть созваны там не позже января 1918 года уездные съезды, на которых мусульмане западного Башкортостана «должны организовать кантональные управления и тем взять бразды правления в свои руки». В селе Елпачиха Осинского уезда Пермской губернии был образован башкирский совет, однако большевики «напали на Елпачиху, разгромили ее и убили членов башкирского совета».
В советский период истории в 20-е—30-е гг. XX века в рамках Уральской области был осуществлен официальный «перевод» башкир в татары, которое относилось не только к жителям как этнически смешанных, так и к жителям однородно башкирских селений.

## Хозяйство
Основным видом хозяйства у северных башкир являлось скотоводство, кроме этого, они занимались охотой, рыболовством, бортничеством, земледелием и торговлей.
С возникновением на их земле горных мануфактур башкиры начинали работать на рудниках и металлургических заводах. Всего в 1773 году в Гайнинской волости было зарегистрировано 360 башкир-рудопромышленников, среди них наиболее известными являются Туктамыш Ижбулатов, С. Тайбеков, И. Клянчев, И. Бактинов, Исмагил Тасимов. При этом последний известен также как инициатор создания Горного училища в Санкт-Петербурге, а Ижбулатов Туктамыш являлся первым депутатом Уложенной комиссии от башкир. При Юговских казённых заводах башкиры владели 234 рудниками из 310 имевшихся.

## Демография
В 1739 году северные башкиры проживали в 5 волостях, расположенных в бассейне Тулвы и по верховьям Буя:
- Гайнинская волость — здесь башкиры имели 214 дворов;
- Ирехтинская волость — 183 двора;
- Уранская волость — 572 двора;
- Уванышская волость — 106 дворов;
- Тазларская волость — 52 двора;

Итого — 1127 дворов на 4489 человек мужского пола.
Согласно П. И. Рычкову, в 1740 году в Гайнинской волости находилось 562 двора, Ирехтинской — 148, Уранской — 218, итого по всем трём волостям — 928 дворов.
По данным ревизии 1745—1747 гг., на территории современного Пермского края численность башкир достигла 11 200 человек, а уже по V ревизии 1795 года — 26 000 человек. В 1869 году в Осинском уезде проживало 19 814, а в Пермском уезде — 2 169 башкир.
По данным первой всеобщей переписи населения Российской империи 1897 года, на территории современного Пермского края башкиры проживали: в Пермском уезде — 3 677 чел., в Кунгурском уезде — 312 чел., в Осинском уезде — 24 407 чел., в Оханском уезде — 60 чел., в Соликамском уезде — 348 чел., в г. Чердыни — 2 чел; всего 28 806 башкир. По данным той же переписи, по Пермской губернии всего насчитывалось 85 395 башкир.
| Численность башкир региона по годам |        |        |        |        |        |        |
| 1959                                | 1970   | 1979   | 1989   | 2002   | 2010   | 2020   |
| 39 577                              | 47 812 | 48 752 | 52 326 | 40 740 | 32 730 | 16 105 |

В 2020 году большая часть башкир проживала в Бардымском районе — 6 660.. Также башкиры проживают во всех других административных районах Пермской области.

## Культурные и общественные организации
- Подразделение Всемирного конгресса башкир — региональная общественная организация «Курултай башкир Пермского края» и его районные подразделения.
- Региональная национально-культурная Автономия татар и башкир Пермского края[22].
- Центр языка и культуры башкир Прикамья (г. Чернушка).
- Национально-культурный центр «Гайна иле» («Страна Гайна») с. Барда.